# Élections législatives de 1993 en Saône-et-Loire
Les élections législatives françaises de 1993 se déroulent les 21 et 28 mars 1993. Dans le département de Saône-et-Loire, six députés sont à élire dans le cadre de six circonscriptions.

## Élus
| Circonscription | Député sortant                              | Parti | Parti    | Député élu ou réélu | Parti | Parti    |
| --------------- | ------------------------------------------- | ----- | -------- | ------------------- | ----- | -------- |
| 1re             | Jean-Pierre Worms                           |       | PS       | Gérard Voisin       |       | UDF (PR) |
| 2e              | Jean-Marc Nesme                             |       | UDF (AD) | Jean-Marc Nesme     |       | UDF (AD) |
| 3e              | Bernard Loiseau suppléant d'André Billardon |       | PS       | Jean-Paul Anciaux   |       | RPR      |
| 4e              | Didier Mathus suppléant de Pierre Joxe      |       | PS       | Didier Mathus       |       | PS       |
| 5e              | Dominique Perben                            |       | RPR      | Dominique Perben    |       | RPR      |
| 6e              | René Beaumont                               |       | UDF (PR) | René Beaumont       |       | UDF (PR) |

## Positionnement des partis
Les candidats d'alliance RPR-UDF et divers droite se présentent sous la bannière de l'Union pour la France et ceux du Parti socialiste derrière l'Alliance des Français pour le Progrès. Enfin, Les Verts et Génération écologie s'unissent sous l'étiquette Entente des écologistes.

## Résultats

### Résultats à l'échelle du département
| Parti          | Parti                                 | Premier tour | Premier tour | Second tour | Second tour | Sièges |
| Parti          | Parti                                 | Voix         | %            | Voix        | %           | Sièges |
| -------------- | ------------------------------------- | ------------ | ------------ | ----------- | ----------- | ------ |
|                | Union pour la démocratie française    | 65 909       | 26,15        | 18 462      | 17,70       | 3      |
|                | Rassemblement pour la République      | 56 765       | 22,52        | 44 381      | 42,56       | 2      |
|                | Divers droite                         | 7 650        | 3,04         |             |             | 0      |
|                | Union pour la France                  | 130 324      | 51,71        | 62 843      | 60,27       | 5      |
|                |                                       |              |              |             |             |        |
|                | Parti socialiste                      | 51 760       | 20,54        | 41 433      | 39,73       | 1      |
|                | Alliance des Français pour le progrès | 51 760       | 20,54        | 41 433      | 39,73       | 1      |
|                |                                       |              |              |             |             |        |
|                | Les Verts                             | 14 558       | 5,78         |             |             | 0      |
|                | Entente des écologistes               | 14 558       | 5,78         |             |             | 0      |
|                |                                       |              |              |             |             |        |
|                | Front national                        | 25 490       | 10,11        |             |             | 0      |
|                | Parti communiste français             | 19 906       | 7,90         | 0           |             |        |
|                | Le Trèfle - Les nouveaux écologistes  | 7 654        | 3,04         | 0           |             |        |
|                | Lutte ouvrière                        | 2 330        | 0,92         | 0           |             |        |
|                |                                       |              |              |             |             |        |
| Inscrits       | Inscrits                              | 397 189      | 100,00       | 193 156     | 100,00      | 6      |
| Abstentions    | Abstentions                           | 128 070      | 32,24        | 74 655      | 38,65       |        |
| Votants        | Votants                               | 269 119      | 67,76        | 118 501     | 61,35       |        |
| Blancs et nuls | Blancs et nuls                        | 17 097       | 6,35         | 14 225      | 12          |        |
| Exprimés       | Exprimés                              | 252 022      | 93,65        | 104 276     | 88          |        |

### Résultats par circonscription

#### Première circonscription (Mâcon)
| Candidat       | Candidat           | Parti          | Premier tour | Premier tour | Second tour | Second tour |  |
| Candidat       | Candidat           | Parti          | Voix         | %            | Voix        | %           |  |
| -------------- | ------------------ | -------------- | ------------ | ------------ | ----------- | ----------- |  |
|                | Gérard Voisin élu  | UDF (PR)       | 11 023       | 29,03        | 18 462      | 100,00      |  |
|                | Roger Couturier    | RPR            | 10 250       | 26,99        | Retrait     | Retrait     |  |
|                | Hervé Joubert      | PS (ADFP)      | 6 149        | 16,19        |             |             |  |
|                | Maurice Martin     | FN             | 3 638        | 9,58         |             |             |  |
|                | Olivier Pagès      | Les Verts (EÉ) | 2 985        | 7,86         |             |             |  |
|                | Chantal Bathias    | PCF            | 2 703        | 7,12         |             |             |  |
|                | Anne-Marie Peulson | LT-LNÉ         | 1 015        | 2,67         |             |             |  |
|                | Alain Piat         | UDI            | 207          | 0,55         |             |             |  |
|                |                    |                |              |              |             |             |  |
| Inscrits       | Inscrits           | Inscrits       | 60 999       | 100,00       | 60 992      | 100,00      |  |
| Abstentions    | Abstentions        | Abstentions    | 20 568       | 33,72        | 34 622      | 56,76       |  |
| Votants        | Votants            | Votants        | 40 431       | 66,28        | 26 370      | 43,24       |  |
| Blancs et nuls | Blancs et nuls     | Blancs et nuls | 2 461        | 6,09         | 7 908       | 29,99       |  |
| Exprimés       | Exprimés           | Exprimés       | 37 970       | 93,91        | 18 462      | 70,01       |  |

#### Deuxième circonscription (Charolles)
|                | Jean-Marc Nesme sortant réélu | UDF (AD)       | 23 233 | 55,64  |  |  |  |
|                | Roland Cottin                 | PS (ADFP)      | 7 690  | 18,42  |  |  |  |
|                | Louis Cantat                  | PCF            | 3 535  | 8,47   |  |  |  |
|                | Jean-Luc De Kegel             | FN             | 3 103  | 7,43   |  |  |  |
|                | Jean-Marc Dautriche           | Les Verts (EÉ) | 1 993  | 4,77   |  |  |  |
|                | Jean-Claude Jacqueline        | LT-LNÉ         | 1 240  | 2,97   |  |  |  |
|                | Paul Frizot                   | UDI            | 963    | 2,31   |  |  |  |
|                |                               |                |        |        |  |  |  |
| Inscrits       | Inscrits                      | Inscrits       | 64 704 | 100,00 |  |  |  |
| Abstentions    | Abstentions                   | Abstentions    | 20 157 | 31,15  |  |  |  |
| Votants        | Votants                       | Votants        | 44 547 | 68,85  |  |  |  |
| Blancs et nuls | Blancs et nuls                | Blancs et nuls | 2 790  | 6,26   |  |  |  |
| Exprimés       | Exprimés                      | Exprimés       | 41 757 | 93,74  |  |  |  |

#### Troisième circonscription (Autun - Le Creusot)
| Candidat       | Candidat                | Parti          | Premier tour | Premier tour | Second tour | Second tour |  |
| Candidat       | Candidat                | Parti          | Voix         | %            | Voix        | %           |  |
| -------------- | ----------------------- | -------------- | ------------ | ------------ | ----------- | ----------- |  |
|                | Jean-Paul Anciaux élu   | RPR (UPF)      | 18 128       | 40,07        | 24 804      | 53,41       |  |
|                | André Billardon sortant | PS (ADFP)      | 13 400       | 29,62        | 21 637      | 46,59       |  |
|                | Alain Honoré            | FN             | 5 269        | 11,65        |             |             |  |
|                | Dominique Gressard      | PCF            | 3 127        | 6,91         |             |             |  |
|                | Philippe Perrin         | Les Verts (EÉ) | 2 445        | 5,4          |             |             |  |
|                | Catherine Delitte       | LT-LNÉ         | 1 394        | 3,08         |             |             |  |
|                | René Boudier            | LO             | 906          | 2            |             |             |  |
|                | Alain Marion            | UDI            | 574          | 1,27         |             |             |  |
|                |                         |                |              |              |             |             |  |
| Inscrits       | Inscrits                | Inscrits       | 68 678       | 100,00       | 68 661      | 100,00      |  |
| Abstentions    | Abstentions             | Abstentions    | 20 345       | 29,62        | 18 987      | 27,65       |  |
| Votants        | Votants                 | Votants        | 48 333       | 70,38        | 49 674      | 72,35       |  |
| Blancs et nuls | Blancs et nuls          | Blancs et nuls | 3 090        | 6,39         | 3 233       | 6,51        |  |
| Exprimés       | Exprimés                | Exprimés       | 45 243       | 93,61        | 46 441      | 93,49       |  |

#### Quatrième circonscription (Monteau-les-Mines)
| Candidat       | Candidat                    | Parti          | Premier tour | Premier tour | Second tour | Second tour |  |
| Candidat       | Candidat                    | Parti          | Voix         | %            | Voix        | %           |  |
| -------------- | --------------------------- | -------------- | ------------ | ------------ | ----------- | ----------- |  |
|                | Didier Mathus sortant réélu | PS (ADFP)      | 9 106        | 23,32        | 19 796      | 50,28       |  |
|                | Michel Thomas               | RPR            | 8 551        | 21,9         | 19 577      | 49,72       |  |
|                | Jean Girardon               | UDF (Rad)      | 4 833        | 12,38        |             |             |  |
|                | Jacques Marchand            | diss. RPR      | 4 735        | 12,13        |             |             |  |
|                | Michel Collinot             | FN             | 3 903        | 10           |             |             |  |
|                | André Mathivet              | PCF            | 3 594        | 9,21         |             |             |  |
|                | Bernard Jeandeau            | LT-LNÉ         | 1 347        | 3,45         |             |             |  |
|                | Jean-Paul Bonnin            | Les Verts (EÉ) | 1 152        | 2,95         |             |             |  |
|                | Pascal Jeandet              | Divers droite  | 753          | 1,93         |             |             |  |
|                | Christian Coste             | LO             | 651          | 1,67         |             |             |  |
|                | André Marmorat              | Divers droite  | 418          | 1,07         |             |             |  |
|                |                             |                |              |              |             |             |  |
| Inscrits       | Inscrits                    | Inscrits       | 63 518       | 100,00       | 63 503      | 100,00      |  |
| Abstentions    | Abstentions                 | Abstentions    | 21 908       | 34,49        | 21 046      | 33,14       |  |
| Votants        | Votants                     | Votants        | 41 610       | 65,51        | 42 457      | 66,86       |  |
| Blancs et nuls | Blancs et nuls              | Blancs et nuls | 2 567        | 6,17         | 3 084       | 7,26        |  |
| Exprimés       | Exprimés                    | Exprimés       | 39 043       | 93,83        | 39 373      | 92,74       |  |

#### Cinquième circonscription (Chalon-sur-Saône)
|                | Dominique Perben sortant réélu | RPR (UPF)      | 19 836 | 51,07  |  |  |  |
|                | Jean Truc                      | PS (ADFP)      | 6 849  | 17,63  |  |  |  |
|                | Jean Coupat                    | FN             | 4 577  | 11,78  |  |  |  |
|                | Alain Cordier                  | Les Verts (EÉ) | 2 902  | 7,47   |  |  |  |
|                | Michel Chevalier               | PCF            | 2 816  | 7,25   |  |  |  |
|                | Colette Pacot                  | LT-LNÉ         | 1 085  | 2,79   |  |  |  |
|                | Marie-Thérèse Deroche          | LO             | 773    | 1,99   |  |  |  |
|                |                                |                |        |        |  |  |  |
| Inscrits       | Inscrits                       | Inscrits       | 60 466 | 100,00 |  |  |  |
| Abstentions    | Abstentions                    | Abstentions    | 19 342 | 31,99  |  |  |  |
| Votants        | Votants                        | Votants        | 41 124 | 68,01  |  |  |  |
| Blancs et nuls | Blancs et nuls                 | Blancs et nuls | 2 286  | 5,56   |  |  |  |
| Exprimés       | Exprimés                       | Exprimés       | 38 838 | 94,44  |  |  |  |

#### Sixième circonscription (Louhans)
|                | René Beaumont sortant réélu | UDF (PR)       | 26 820 | 54,54  |  |  |  |
|                | Alain Muller                | PS (ADFP)      | 8 566  | 17,42  |  |  |  |
|                | Jacques Evrard              | FN             | 5 000  | 10,16  |  |  |  |
|                | Michel Coulon               | PCF            | 4 131  | 8,40   |  |  |  |
|                | Hervé Bosio                 | Les Verts (EÉ) | 3 081  | 6,26   |  |  |  |
|                | Colette Bismuth             | LT-LNÉ         | 1 573  | 3,19   |  |  |  |
|                |                             |                |        |        |  |  |  |
| Inscrits       | Inscrits                    | Inscrits       | 78 824 | 100,00 |  |  |  |
| Abstentions    | Abstentions                 | Abstentions    | 25 750 | 32,67  |  |  |  |
| Votants        | Votants                     | Votants        | 53 074 | 67,33  |  |  |  |
| Blancs et nuls | Blancs et nuls              | Blancs et nuls | 3 903  | 7,35   |  |  |  |
| Exprimés       | Exprimés                    | Exprimés       | 49 171 | 92,65  |  |  |  |